# Betty (serie de televisión)
Betty es una serie de televisión de comedia juvenil estadounidense creada por Crystal Moselle. La serie está basada en la película Skate Kitchen de 2018 de Moselle. Incluye la mayor parte del elenco de la película original y se centra en los esfuerzos del grupo para destacar en el mundo predominantemente masculino del skateboard de Nueva York. La serie de seis episodios se estrenó en HBO el 1 de mayo de 2020.

## Reparto

### Principal
- Dede Lovelace como Janay
- Moonbear como Honeybear
- Nina Moran como Kirt
- Ajani Russell como Indigo
- Rachelle Vinberg como Camille

### Recurrente
- Caleb Eberhardt como Donald
- Edmund Donovan como Bambi
- Katerina Tannenbaum como Ash
- Reza Nader como Farouk
- Alexander Cooper como Charlie
- CJ Ortiz como Luis
- Brenn Lorenzo como Ceila
- Jules Lorenzo como Yvette
- Raekwon Haynes como Philip
- Karim Callender Abdul como Dante
- Noa Fisher como Peachy
- Kai Espion Monroe como Kai

## Desarrollo
El 14 de agosto de 2019, se informó que HBO le había dado a la producción un pedido de serie que constaba de seis episodios. La serie fue creada, dirigida y producida por Crystal Moselle, quien también coescribió y dirigió Skate Kitchen. Se esperaba que Lesley Arfin, Igor Srubshchik Jason Weinberg fueran productores ejecutivos junto a Moselle. Las compañías de producción involucradas con la serie estaban programadas para consistir en Untitled Entertainment y Arfin Material. La serie se estrenó el 1 de mayo de 2020.

### Casting
Junto con el anuncio inicial de la serie, se informó que Rachelle Vinberg, Nina Moran, Moonbear, Dede Lovelace y Ajani Russell retomarán sus roles de Skate Kitchen como asiduos de la serie.

### Rodaje
La serie fue filmada en la ciudad de Nueva York.

## Recepción

### Recepción de la crítica
En Rotten Tomatoes, la serie tiene una calificación de aprobación del 93% basada en 15 revisiones, con una calificación promedio de 6.84 /10. El consenso crítico del sitio web dice: "Seria, audaz y sin esfuerzo genial, Betty captura el espíritu del patinaje y la amistad con estilo." En Metacritic, tiene un puntaje promedio ponderado de 77 de 100 basado en 10 revisiones, lo que indica "revisiones generalmente favorables".